# Сантиссима-Аннунциата (Неаполь)
Сантиссима-Аннунциата (итал. La basilica della Santissima Annunziata Maggiore — Базилика Святейшего Возвещения Главная) — римско-католический храм «Святейшего Возвещения» (Annunciazione) — Благовещения Деве Марии в Неаполе. Расположен в историческом центре города, в квартале Пендино. Современная базилика является частью обширного монументального комплекса, который изначально состоял из церкви, оспедале (больницы), монастыря, приюта для подкидышей и «оранжереи» для подкидышей (бедных и обездоленных девушек, которых помещали в «интернат», чтобы сохранить их добродетель, а также предоставляли небольшое приданое для замужества).

## История
Учреждение, предназначенное для ухода за брошенными детьми, финансировалось Конгрегацией Святейшего Благовещения, основанной в 1318 году. В 1343 году королева Санча Арагонская, жена Роберта Анжуйского, пожертвовала средства на нужды конгрегации, которая с тех пор росла под влиянием неаполитанских королей, приняв юридический статус Королевского дома Неаполитанского Благовещения (Real Casa dell’Annunziata di Napoli). Конгрегация, поддерживаемая знатными неаполитанскими семьями, была богатой и просуществовала очень долго, до середины XX века. На территории приюта была построена церковь, о чём свидетельствуют найденные в церкви фрески XIV века художественной школы Роберто д’Одеризио (сохранившиеся фрагменты ныне хранятся в Муниципальном музее Нового замка). Первое здание было до основания разрушено в 1513 году, когда начали строить новое, под руководством архитектора Фердинандо Манлио. Однако и эта церковь была почти полностью уничтожена сильным пожаром 1757 года за исключением «Сакристии реликвария» и капеллы дома Карафа. Реставрационные работы были поручены Луиджи Ванвителли. Художнику удалось повторно использовать помещения XVI века, включив их в нынешнее здание, но завершить работу ему не удалось, и она была продолжена под руководством его сына Карло.

«У тое церкви служат белые попы, и есть их у тое церкви числом 100 человек; и на всякой день в той церкве на всех престолах бывает по 100 обедень. В той церкве казали мне богатства церковнаго дивных работ, серебра премногое множество; и есть в той церкве серебра весом во всяких вещах 17 000 фунтов, итого будет 425 пуд в подсвешниках, в лампадах и в ыных узорочных фигурах предивной работы, между которыми видел я олтарь, весь серебреной, литой, две доски серебреные, литые, столовые, карабль литой, серебреной — предивной все работы; также и иных вещей узорочных серебреных множество, которых подробну за множеством описывать трудно».— из дневника П. А. Толстого за 1698 год
Сантиссима-Аннунциата пережила культурный расцвет в эпоху позднего итальянского Возрождения и раннего барокко. Во второй половине XVI — первых десятилетиях XVII веков она была самым престижным (наряду с королевским двором) местом работы неаполитанских музыкантов (среди прочих здесь трудились Дж. да Нола, Ш. Стелла, П. Чероне, Дж. де Мак, А. Майоне, Дж. М. Трабачи).
Ныне существующее здание церкви было освящено в 1774 году. В 1782 году к нему добавился вогнутый, типично барочный, фасад. В дальнейшем облик храма обновляли архитекторы Фердинандо Фуга и Джузеппе Санмартино.
До 1950 года базилика Сантиссима-Аннунциата функционировала также как сиротский приют. Для анонимно оставленных детей перед храмом была установлена корзина, в которой с помощью механического приспособления (известного как итал. la ruota, «колесо») ребёнок доставлялся внутрь храма. Ныне «la ruota» функционирует в качестве туристического аттракциона. К храму относятся несколько небольших капелл, принадлежавших аристократическим семействам Неаполя.
Во время Второй мировой войны здание было серьёзно повреждено и потребовало сложной реставрации, затронувшей как интерьер, так и экстерьер. Современный архитектурный комплекс вместе с капеллами является частью муниципальных медицинских учреждений (родильный дом и педиатрическая больница).

## Архитектура и произведения искусства
Реконструкция, проведённая в XVIII веке, придала церкви облик позднего барокко, в котором сказалось влияние французского классицизма XVII и XVIII веков. Это заметно по внешнему фасаду, характеризующемуся слегка вогнутой формой и украшенному двумя наложенными друг на друга ордерами классических колонн. Слева от церкви сохранилась внушительная колокольня XVI века. Самая примечательная деталь, безусловно, — большой купол работы Карло Ванвителли, возвышающийся на высоком барабане и придающий всему зданию величественность. С куполом высота церкви достигает 67 метров.
Интерьер соответствует плану постройки в виде латинского креста с одним нефом и шестью боковыми капеллами, считается одним из лучших творений Луиджи Ванвителли. Неф отделяется от капелл сорока четырьмя колоннами коринфского ордера. Храм просторный и демонстрирует основные изменения в архитектуре XVIII века, внесённые им и его сыном Карло. В частности, капеллы, украшенные внушительными сдвоенными колоннами, напоминают Палатинскую капеллу в Королевском дворце в Казерте, спроектированную самим Луиджи Ванвителли.
С художественной точки зрения, примечательны интерьеры Капеллы Карафа, которая уцелела во время разрушительного пожара и сохранила в первозданном виде мраморные и надгробные памятники XVI века, а также Капеллы сокровищ (Cappella del Tesoro), построенной в конце XVI века Джованни Баттистой Каваньей для хранения мощей святых из поместья Лесина, подаренных Королевскому Благовещенскому дому Маргаритой ди Дураццо в 1411 году. В сакристии сохранились фрески Белисарио Коренцио («Истории Ветхого Завета», 1605—1607), а резная деревянная мебель — работы Джованни да Нола, Сальваторе Каккавелло, Джироламо д’Аурия и Нунцио Ферраро.
Среди восстановленных элементов здания XVI века — гробница Франческо Номичизио, уроженца Тропеи и епископа Лезины. После 24 лет правления он скончался в Неаполе в 1507 году и был похоронен в этой базилике, настоятелем которой он был, с эпитафией: «REVERENDO DOMINO FRANCESCO NOMICISIO HUIUS ALMAE BASILICAE RECTORI ET PONTIFICI LESINESI MAGISTRI SEPULCRUM FECERE AN. SAL. MDVII».
Чтобы обеспечить возможность проведения религиозных обрядов даже во время реконструкции храма, Ванвителли построил подземную церковь (chiesa sotterranea). Это уникальное и сложное с архитектурной точки зрения пространство: полуподвальное, расположенное точно под куполом церкви, круглое в плане и с низким сводом, как бы вторящим куполу верхней церкви, с шестью алтарными нишами, в которых Ванвителли разместил часть скульптур, уцелевших после пожара церкви XVI века. Уникальность внутреннего пространства подчёркивается ещё одним внутренним кругом, состоящим из восьми пар колонн тосканского ордера.
Среди представленных скульптур — «Мадонна с Младенцем» Доменико Гаджини, «Крещение Иисуса» Андреа Ферруччи (1507), произведения XVIII века Франческо Пагано.

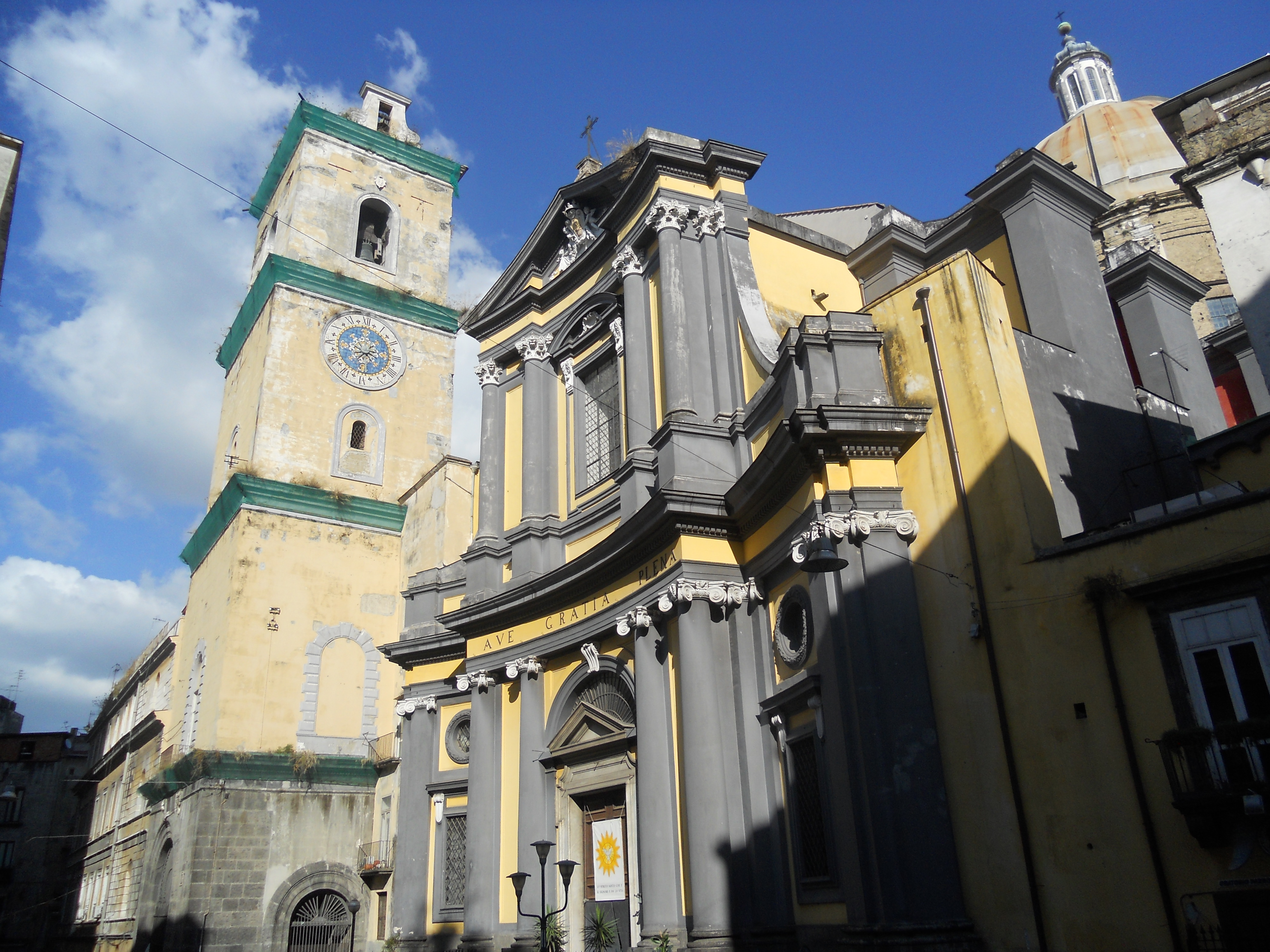
Общий вид церкви
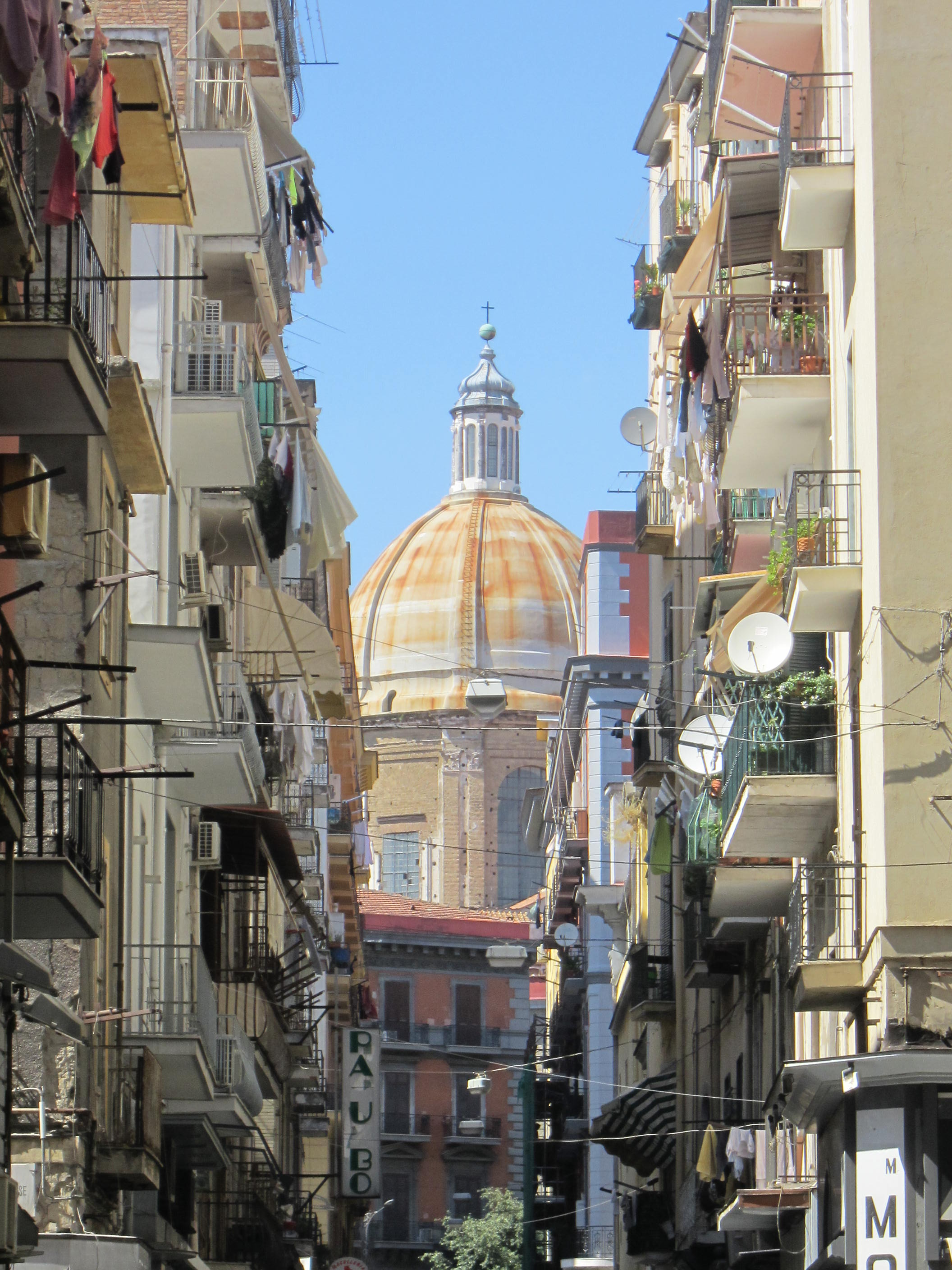
Купол
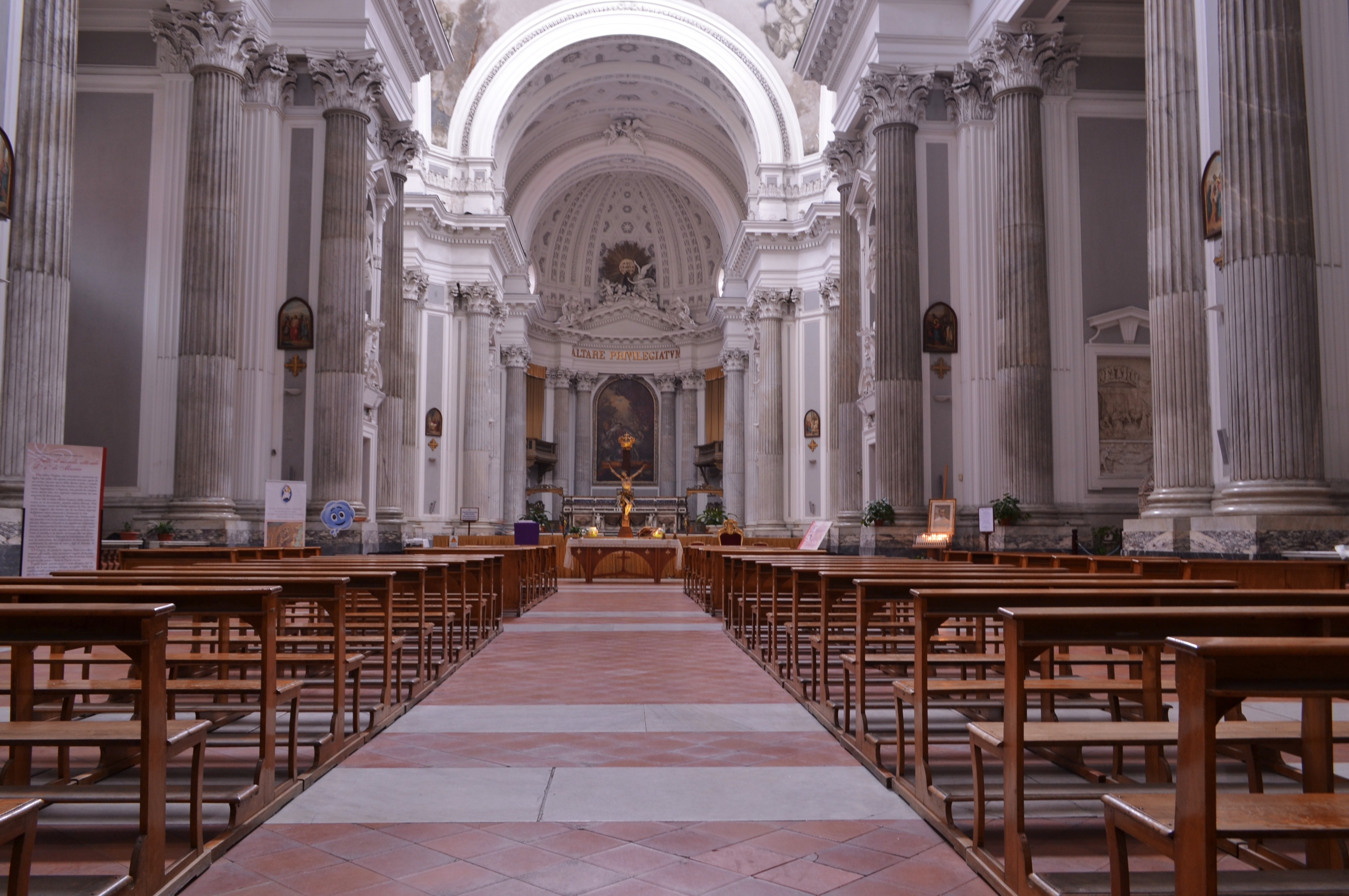
Интерьер
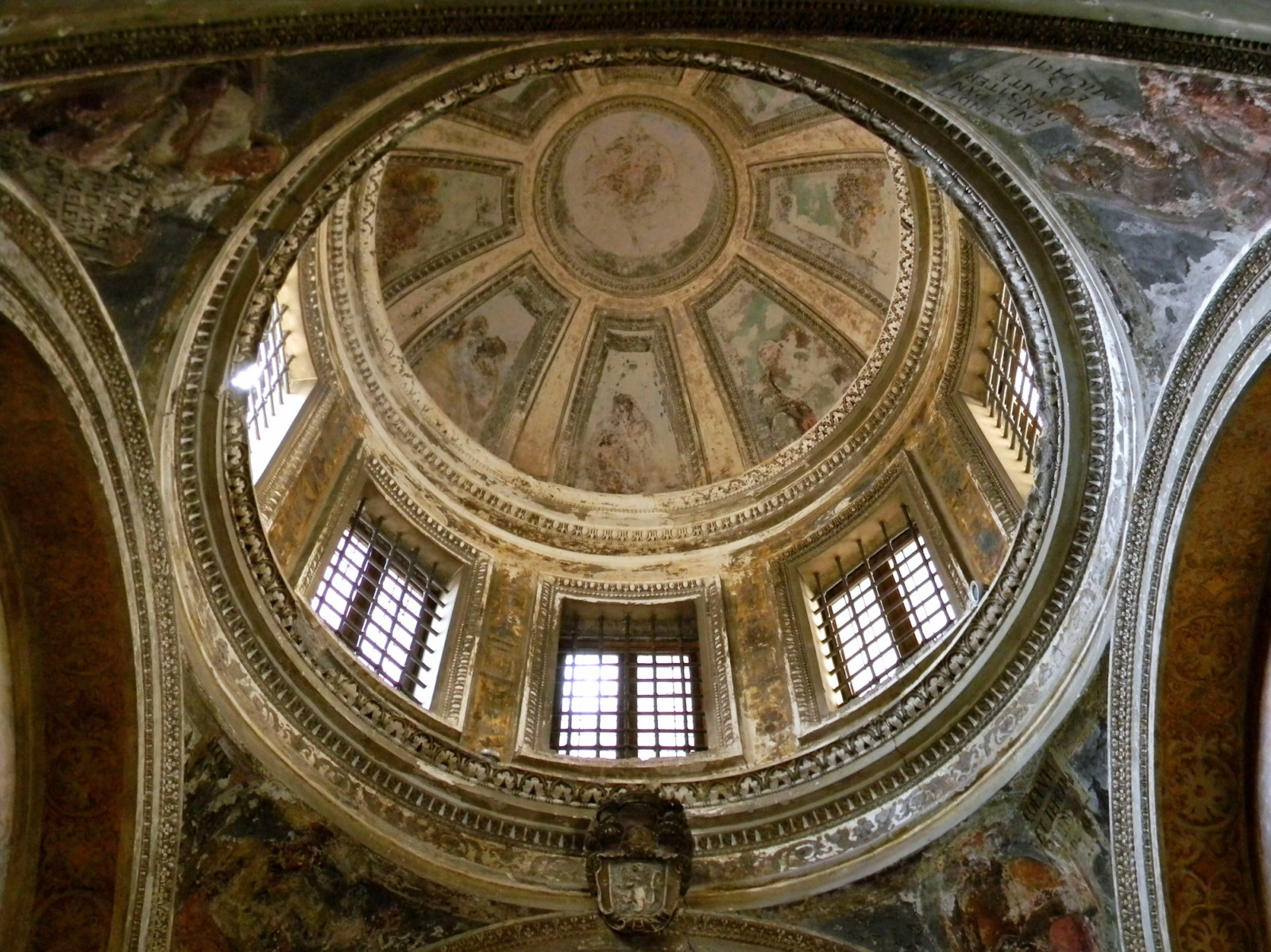
Вид купола
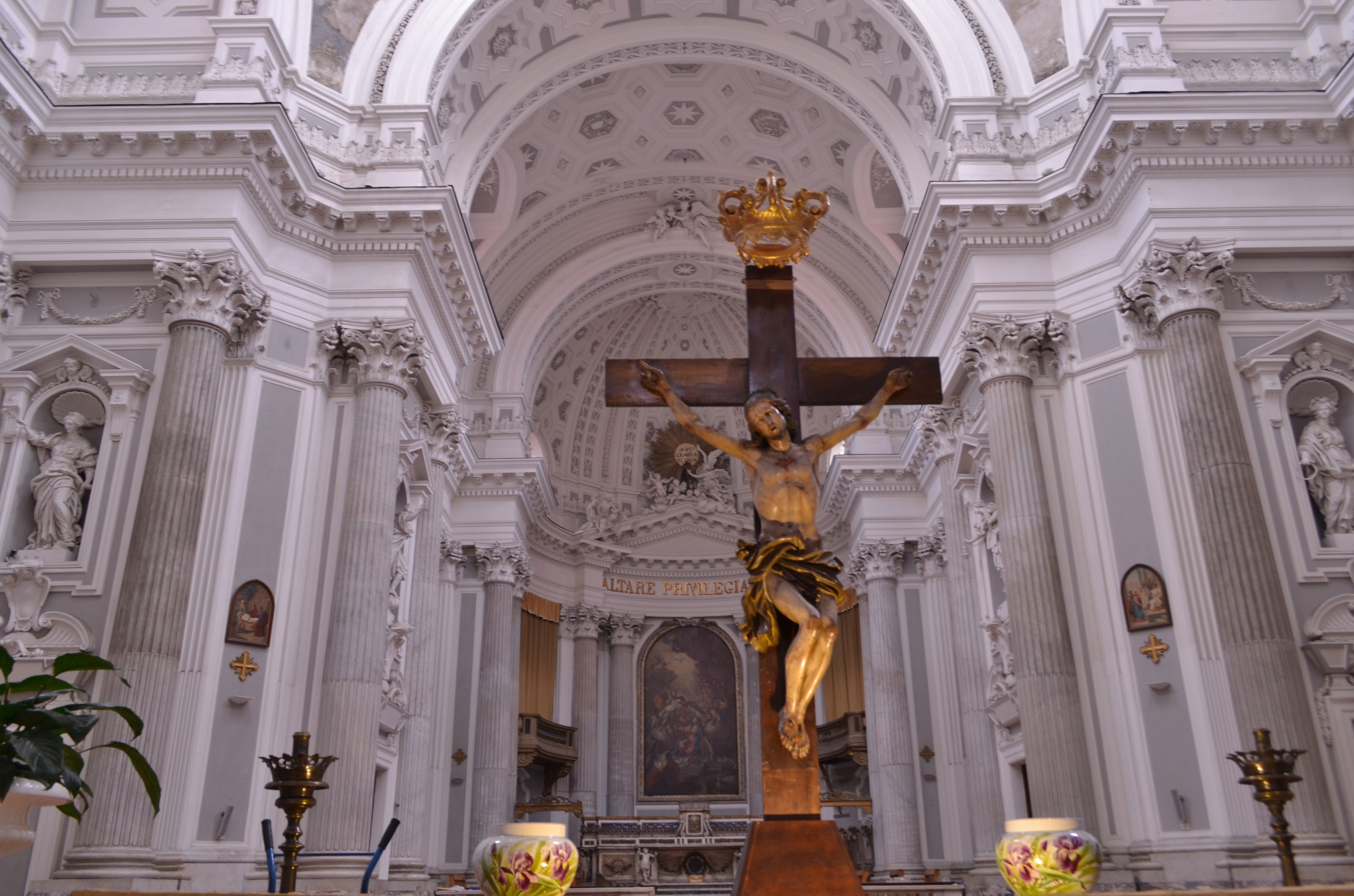
Апсида
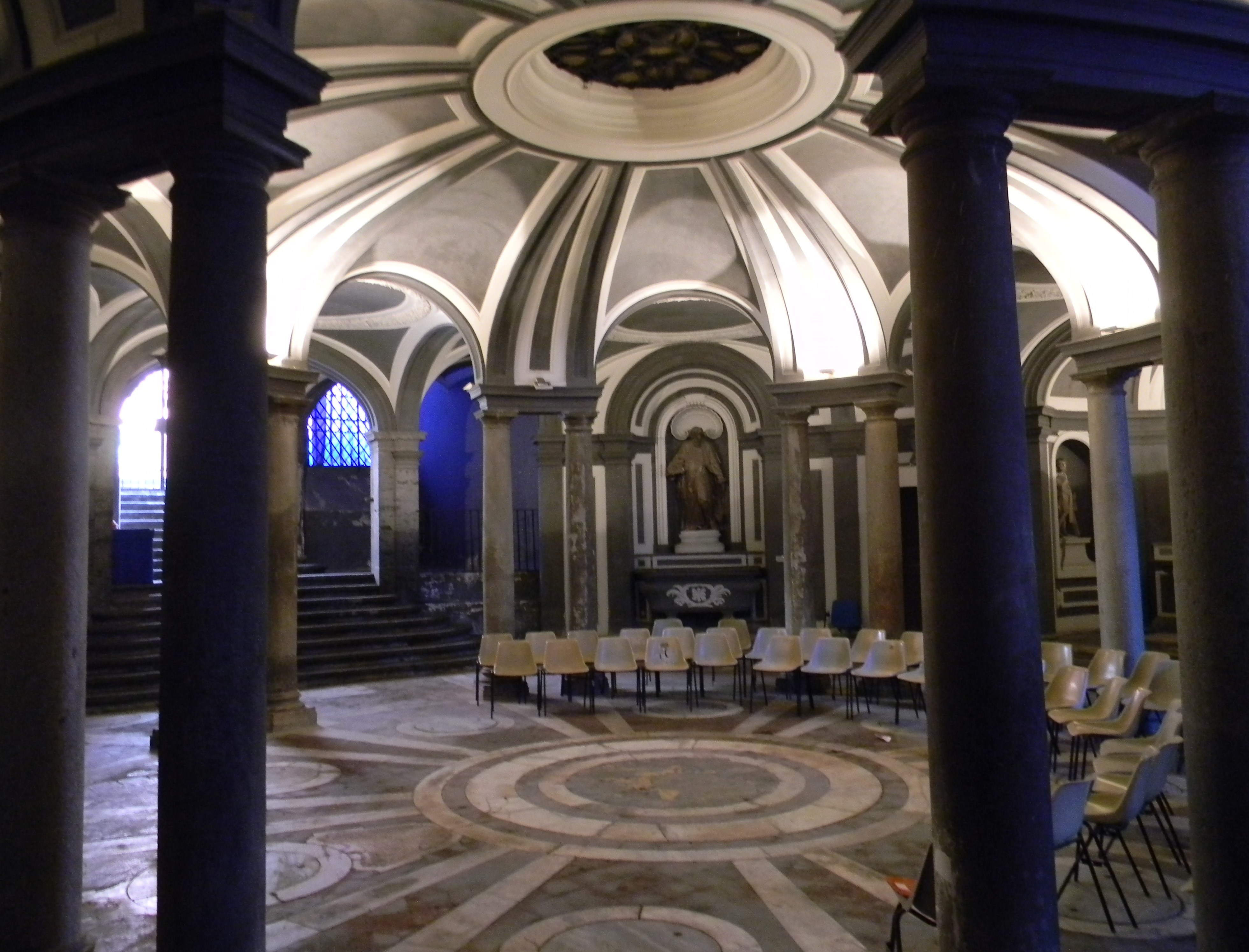
Подземная церковь